# Liste der Stolpersteine in Scheßlitz
Die Liste der Stolpersteine in Scheßlitz enthält die Stolpersteine, die im Rahmen des gleichnamigen Kunst-Projekts von Gunter Demnig in Scheßlitz verlegt wurden. Mit ihnen soll an die Opfer des Nationalsozialismus erinnert werden, die in Scheßlitz lebten und wirkten.
Die erste Verlegung fand am 14. Oktober 2024 statt. Eine weitere Stolpersteinverlegung ist für den 16. Oktober 2025 geplant.

## Demmelsdorf
| Name                     | Adresse                   | Bild | Inschrift | Verlegedatum  | Biografie und Anmerkungen |
| ------------------------ | ------------------------- | --- | --- | ------------- | ------------------------- |
| Johanna Mannheimer       | Benno-Schmitt-Straße 2 ·  | Bild gesucht Der Benutzer GeorgDerReisende ( Diskussion ) wünscht sich an dieser Stelle ein Bild vom Ort mit diesen Koordinaten 49.971038 11.058084 . Motiv: Benno-Schmitt-Straße 2: Stolpersteine für Familie Mannheimer, die Lage und das Haus Falls du dabei helfen möchtest, erklärt die Anleitung , wie das geht. BW | Hier wohnte Johanna Mannheimer … | 14. Okt. 2024 |                           |
| Max Mannheimer           | Benno-Schmitt-Straße 2 ·  | Bild gesucht Die Wikipedia wünscht sich an dieser Stelle ein Bild vom hier behandelten Ort. Falls du dabei helfen möchtest, erklärt die Anleitung , wie das geht. BW | Hier wohnte Max Mannheimer … | 14. Okt. 2024 |                           |
| Martha Mannheimer        | Benno-Schmitt-Straße 2 ·  | Bild gesucht Die Wikipedia wünscht sich an dieser Stelle ein Bild vom hier behandelten Ort. Falls du dabei helfen möchtest, erklärt die Anleitung , wie das geht. BW | Hier wohnte Martha Mannheimer … | 14. Okt. 2024 |                           |
| Trude Mannheimer         | Benno-Schmitt-Straße 2 ·  | Bild gesucht Die Wikipedia wünscht sich an dieser Stelle ein Bild vom hier behandelten Ort. Falls du dabei helfen möchtest, erklärt die Anleitung , wie das geht. BW | Hier wohnte Trude Mannheimer … | 14. Okt. 2024 |                           |
| Walter Mannheimer        | Benno-Schmitt-Straße 2 ·  | Bild gesucht Die Wikipedia wünscht sich an dieser Stelle ein Bild vom hier behandelten Ort. Falls du dabei helfen möchtest, erklärt die Anleitung , wie das geht. BW | Hier wohnte Walter Mannheimer … | 14. Okt. 2024 |                           |
| Jakob Berg               | Benno-Schmitt-Straße 14 · | Bild gesucht Der Benutzer GeorgDerReisende ( Diskussion ) wünscht sich an dieser Stelle ein Bild vom Ort mit diesen Koordinaten 49.970704 11.05955 . Motiv: Benno-Schmitt-Straße 14: Stolpersteine für das Ehepaar Berg, die Lage und das Haus Falls du dabei helfen möchtest, erklärt die Anleitung , wie das geht. BW   | Hier wohnte Jakob Berg Jg. 1872 deportiert 1942 Theresienstadt ermordet 6.12.1943                                                   | 14. Okt. 2024 |                           |
| Klara Berg               | Benno-Schmitt-Straße 14 · | Bild gesucht Die Wikipedia wünscht sich an dieser Stelle ein Bild vom hier behandelten Ort. Falls du dabei helfen möchtest, erklärt die Anleitung , wie das geht. BW | Hier wohnte Klara Berg geb. Satzmann Jg. 1879 deportiert 1942 Theresienstadt ermordet 11.8.1944                                     | 14. Okt. 2024 |                           |
| Max Heimann              | Benno-Schmitt-Straße 18   | Bild gesucht Der Benutzer GeorgDerReisende ( Diskussion ) wünscht sich an dieser Stelle ein Bild vom Ort mit diesen Koordinaten 49.9704 11.059924 . Motiv: Benno-Schmitt-Straße 18: Stolperstein für Max Heimann, die Lage und das Haus Falls du dabei helfen möchtest, erklärt die Anleitung , wie das geht. BW          | Hier wohnte Max Heimann Jg. 1886 'Schutzhaft' 1938 KZ Dachau entlassen 23.12.1938 verhaftet 19.12.1941 KZ Dachau ermordet 23.1.1942 | 14. Okt. 2024 |                           |
| Sigmund Wurzinger        | Schultesstraße 16 ·       | Bild gesucht Der Benutzer GeorgDerReisende ( Diskussion ) wünscht sich an dieser Stelle ein Bild vom Ort mit diesen Koordinaten 49.971053 11.057859 . Motiv: Schultesstraße 16: Stolpersteine für Familie Wurzinger, die Lage und das Haus Falls du dabei helfen möchtest, erklärt die Anleitung , wie das geht. BW       | Hier wohnte Sigmund Wurzinger … | 14. Okt. 2024 |                           |
| Klara Wurzinger          | Schultesstraße 16 ·       | Bild gesucht Die Wikipedia wünscht sich an dieser Stelle ein Bild vom hier behandelten Ort. Falls du dabei helfen möchtest, erklärt die Anleitung , wie das geht. BW | Hier wohnte Klara Wurzinger … | 14. Okt. 2024 |                           |
| Hannelore Wurzinger      | Schultesstraße 16 ·       | Bild gesucht Die Wikipedia wünscht sich an dieser Stelle ein Bild vom hier behandelten Ort. Falls du dabei helfen möchtest, erklärt die Anleitung , wie das geht. BW | Hier wohnte Hannelore Wurzinger …                                                                                                   | 14. Okt. 2024 |                           |
| Hans Siegfried Wurzinger | Schultesstraße 16 ·       | Bild gesucht Die Wikipedia wünscht sich an dieser Stelle ein Bild vom hier behandelten Ort. Falls du dabei helfen möchtest, erklärt die Anleitung , wie das geht. BW | Hier wohnte Hans Siegfried Wurzinger …                                                                                              | 14. Okt. 2024 |                           |

## Scheßlitz
| Name                   | Adresse         | Bild | Inschrift | Verlegedatum  | Biografie und Anmerkungen |
| ---------------------- | --------------- | --- | --- | ------------- | ------------------------- |
| Hermann Rollmann       | Altenbach 38 ·  | Bild gesucht Der Benutzer GeorgDerReisende ( Diskussion ) wünscht sich an dieser Stelle ein Bild vom Ort mit diesen Koordinaten 49.975029 11.03578 . Motiv: Altenbach 38: Stolpersteine für Familie Rollmann, die Lage und das Haus Falls du dabei helfen möchtest, erklärt die Anleitung , wie das geht. BW      | Hier wohnte Gemeindevorsteher Hermann Rollmann Jg. 1869 deportiert 1942 Theresienstadt ermordet 24.10.1943    | 14. Okt. 2024 |                           |
| Rosalie Rollmann       | Altenbach 38 ·  | Bild gesucht Die Wikipedia wünscht sich an dieser Stelle ein Bild vom hier behandelten Ort. Falls du dabei helfen möchtest, erklärt die Anleitung , wie das geht. BW | Hier wohnte Rosalie Rollmann Jg. 1877 deportiert 1942 Theresienstadt 1944 Auschwitz ermordet                  | 14. Okt. 2024 |                           |
| Siegfried Rollmann     | Altenbach 38 ·  | Bild gesucht Die Wikipedia wünscht sich an dieser Stelle ein Bild vom hier behandelten Ort. Falls du dabei helfen möchtest, erklärt die Anleitung , wie das geht. BW | Hier wohnte Siegfried Rollmann Jg. 1904 'Schutzhaft' 1938 KZ Dachau Flucht 1939 USA                           | 14. Okt. 2024 |                           |
| Gerda Rollmann         | Altenbach 38 ·  | Bild gesucht Die Wikipedia wünscht sich an dieser Stelle ein Bild vom hier behandelten Ort. Falls du dabei helfen möchtest, erklärt die Anleitung , wie das geht. BW | Hier wohnte Gerda Rollmann Jg. 1905 Flucht 1939 USA                                                           | 14. Okt. 2024 |                           |
| Semi Hausmann          | Hauptstraße 1 · | Bild gesucht Der Benutzer GeorgDerReisende ( Diskussion ) wünscht sich an dieser Stelle ein Bild vom Ort mit diesen Koordinaten 49.975814 11.03041 . Motiv: Hauptstraße 1: Stolpersteine für die Familie Hausmann, die Lage und das Haus Falls du dabei helfen möchtest, erklärt die Anleitung , wie das geht. BW | Hier wohnte Semi Hausmann Jg. 1891 eingewiesen Heilanstalt St. Getreu Bamberg tot 8. Mai 1940                 | 14. Okt. 2024 |                           |
| Kathie Hausmann        | Hauptstraße 1 · | Bild gesucht Die Wikipedia wünscht sich an dieser Stelle ein Bild vom hier behandelten Ort. Falls du dabei helfen möchtest, erklärt die Anleitung , wie das geht. BW | Hier wohnte Kathie Hausmann geb. Kraus Jg. 1898 deportiert 1942 Transit-Ghetto Izbica 1942 Treblinka ermordet | 14. Okt. 2024 |                           |
| Berthold Karl Hausmann | Hauptstraße 1 · | Bild gesucht Die Wikipedia wünscht sich an dieser Stelle ein Bild vom hier behandelten Ort. Falls du dabei helfen möchtest, erklärt die Anleitung , wie das geht. BW | Hier wohnte Berthold Karl Hausmann Jg. 1923 deportiert 1942 Transit-Ghetto Izbica ermordet                    | 14. Okt. 2024 |                           |
| Ludwig Hausmann        | Hauptstraße 1 · | Bild gesucht Die Wikipedia wünscht sich an dieser Stelle ein Bild vom hier behandelten Ort. Falls du dabei helfen möchtest, erklärt die Anleitung , wie das geht. BW | Hier wohnte Ludwig Hausmann Jg. 1931 deportiert 1942 Transit-Ghetto Izbica ermordet                           | 14. Okt. 2024 |                           |
| Gretchen Rollmann      | Oberend 4 ·     | Bild gesucht Der Benutzer GeorgDerReisende ( Diskussion ) wünscht sich an dieser Stelle ein Bild vom Ort mit diesen Koordinaten 49.976671 11.035516 . Motiv: Oberend 4: Stolperstein für Gretchen Rollmann, die Lage und das Haus Falls du dabei helfen möchtest, erklärt die Anleitung , wie das geht. BW        | Hier wohnte Gretchen Rollmann …                                                                               | 14. Okt. 2024 |                           |

## Zeckendorf
Die Stolpersteine für den Ortsteil wurden nur an die Stolpersteininitiative übergeben, da die Talstraße „in den nächsten Jahren“ saniert werden soll.
| Name                | Adresse     | Bild | Inschrift | Verlegedatum  | Biografie und Anmerkungen |
| ------------------- | ----------- | --- | --- | ------------- | ------------------------- |
| Gerson Gerst        | Talstraße · | Bild gesucht Die Wikipedia wünscht sich an dieser Stelle ein Bild vom hier behandelten Ort. Falls du dabei helfen möchtest, erklärt die Anleitung , wie das geht. BW | Hier wohnte Gerson Gerst Jg. 1877 deportiert 1942 Transit-Ghetto Izbica ermordet                                    | 14. Okt. 2024 |                           |
| Rosa Gerst          | Talstraße · | Bild gesucht Die Wikipedia wünscht sich an dieser Stelle ein Bild vom hier behandelten Ort. Falls du dabei helfen möchtest, erklärt die Anleitung , wie das geht. BW | Hier wohnte Rosa Gerst geb. Stern Jg. 1883 deportiert 1942 Transit-Ghetto Izbica ermordet                           | 14. Okt. 2024 |                           |
| Justin Gerst        | Talstraße · | Bild gesucht Die Wikipedia wünscht sich an dieser Stelle ein Bild vom hier behandelten Ort. Falls du dabei helfen möchtest, erklärt die Anleitung , wie das geht. BW | Hier wohnte Justin Gerst …                                                                                          | 14. Okt. 2024 |                           |
| Senta Gerst         | Talstraße · | Bild gesucht Die Wikipedia wünscht sich an dieser Stelle ein Bild vom hier behandelten Ort. Falls du dabei helfen möchtest, erklärt die Anleitung , wie das geht. BW | Hier wohnte Senta Gerst …                                                                                           | 14. Okt. 2024 |                           |
| Gerson Gustav Gerst | Talstraße · | Bild gesucht Die Wikipedia wünscht sich an dieser Stelle ein Bild vom hier behandelten Ort. Falls du dabei helfen möchtest, erklärt die Anleitung , wie das geht. BW | Hier wohnte Gerson Gustav Gerst Jg. 1890 'Schutzhaft' 1938 KZ Dachau deportiert 1942 Transit-Ghetto Izbica ermordet | 14. Okt. 2024 |                           |
| Selma Gerst         | Talstraße · | Bild gesucht Die Wikipedia wünscht sich an dieser Stelle ein Bild vom hier behandelten Ort. Falls du dabei helfen möchtest, erklärt die Anleitung , wie das geht. BW | Hier wohnte Selma Gerst geb. Heimann Jg. 1899 deportiert 1942 Transit-Ghetto Izbica ermordet                        | 14. Okt. 2024 |                           |
| Flora Gerst         | Talstraße · | Bild gesucht Die Wikipedia wünscht sich an dieser Stelle ein Bild vom hier behandelten Ort. Falls du dabei helfen möchtest, erklärt die Anleitung , wie das geht. BW | Hier wohnte Flora Gerst Jg. 1910 deportiert 1942 Transit-Ghetto Izbica ermordet                                     | 14. Okt. 2024 |                           |
| Ruth Gerst          | Talstraße · | Bild gesucht Die Wikipedia wünscht sich an dieser Stelle ein Bild vom hier behandelten Ort. Falls du dabei helfen möchtest, erklärt die Anleitung , wie das geht. BW | Hier wohnte Ruth Gerst Jg. 1934 deportiert 1942 Transit-Ghetto Izbica ermordet                                      | 14. Okt. 2024 |                           |
| Salomon Hausmann    | Talstraße · | Bild gesucht Die Wikipedia wünscht sich an dieser Stelle ein Bild vom hier behandelten Ort. Falls du dabei helfen möchtest, erklärt die Anleitung , wie das geht. BW | Hier wohnte Salomon Hausmann Jg. 1880 deportiert 1942 Transit-Ghetto Izbica ermordet                                | 14. Okt. 2024 |                           |
| Cäcilie Rosenbaum   | Talstraße · | Bild gesucht Die Wikipedia wünscht sich an dieser Stelle ein Bild vom hier behandelten Ort. Falls du dabei helfen möchtest, erklärt die Anleitung , wie das geht. BW | Hier wohnte Cäcilie Rosenbaum geb. Herrmann Jg. 1873 deportiert 1942 Theresienstadt ermordet 14.12.1943             | 14. Okt. 2024 |                           |
| Samuel Rosenbaum    | Talstraße · | Bild gesucht Die Wikipedia wünscht sich an dieser Stelle ein Bild vom hier behandelten Ort. Falls du dabei helfen möchtest, erklärt die Anleitung , wie das geht. BW | Hier wohnte Samuel Rosenbaum Jg. 1866 deportiert 1942 Theresienstadt ermordet 22.9.1942                             | 14. Okt. 2024 |                           |